# Ferdinand al II-lea al Portugaliei
Ferdinand de Saxa-Coburg-Gotha (n. 29 octombrie 1816, Viena, Imperiul Austriac – d. 15 decembrie 1885, Lisabona, Regatul Portugaliei) a fost regele consort al Mariei a II-a a Portugaliei, de la căsătoria lor în 1836, până la moartea ei în 1853. Pentru a respecta legea portugheză, numai după nașterea copilului lor în 1837 a fost numit Ferdinand al II-lea al Portugaliei. A fost regentul fiului său Petru al V-lea din 1853 până în 1855. La naștere a fost un prinț german, aparținând Casei de Saxa-Coburg-Gotha.

## Primii ani

Ferdinand de Saxa-Coburg-Gotha

Născut Ferdinand August Franz Anton, a fost fiu al Prințului Ferdinand de Saxa-Coburg și Gotha și a soției acestuia, Maria Antonia Koháry. Prințul Ferdinand a crescut în câteva locuri: domeniile familiei situate astăzi în Slovacia, curțile imperiale din Austria și Germania. A fost nepot de frate al regelui Leopold I al Belgiei și verișor primar cu: Leopold al II-lea al Belgiei, Charlotte a Belgiei, regina Victoria a Regatului Unit, Albert, Prinț Consort, Alexandru de Württemberg.

## Rege al Portugaliei
Conform legislației portugheze, soțul unei regine care domnește ar putea primi titlul de rege după nașterea unui copil din acea căsătorie (acesta a fost motivul pentru care primul soț al reginei, Auguste, Duce de Leuchtenberg, nu a deținut niciodată titlul de rege). După nașterea viitorului rege Pedro al V-lea al Portugaliei, Ferdinand a fost proclamat regele Dom Fernando al II-lea.
Deși Maria a II-a era cea care deținea puterea, cuplul regal a format o echipă bună și împreună au rezolvat mai multe probleme în timpul domniei Mariei a II-a. Regele a jucat un rol foarte important în istoria politică portugheză, domnind el însuși în timpul sarcinilor soției sale.
În cele din urmă, Maria a II-a a murit ca urmare a nașterii celui de-al unsprezecelea copil al lor. Domnia lui Fernando al II-lea s-a încheiat dar și-a asumat regența Portugaliei în perioada 1853-1855 în timpul minoratului fiului său, regele Pedro al V-lea.

## Ultimii ani
În 1869 el a respins oferta de a-și asuma tronul Spaniei. Mai târziu, Fernando al II-lea s-a căsătorit cu cântăreața de operă Elisa Hensler, contesă de Edla.
Fernando al II-lea a fost un om inteligent, modern și cu idei liberale. A fost adeptul picturilor în acuarelă, a gravurilor și a ceramicii. A fost președintele Academiei Regale de Științe și Arte, Lord Protector al Universității din Coimbra și Marele Maestru al Rosicrucienilor.
În 1838 a construit în apropiere de Sintra, Palatul Național Pena, o fantezie sălbatică arhitectură într-un stil eclectic plin de simbolism, care ar putea fi comparat cu Castelul Neuschwanstein al regelui Ludwig al II-lea al Bavariei. Și-a petrecut ultimii ani în acest castel împreună cu cea de-a doua soție, primind marii artiști ai vremii.

## Căsătorii și descendenți

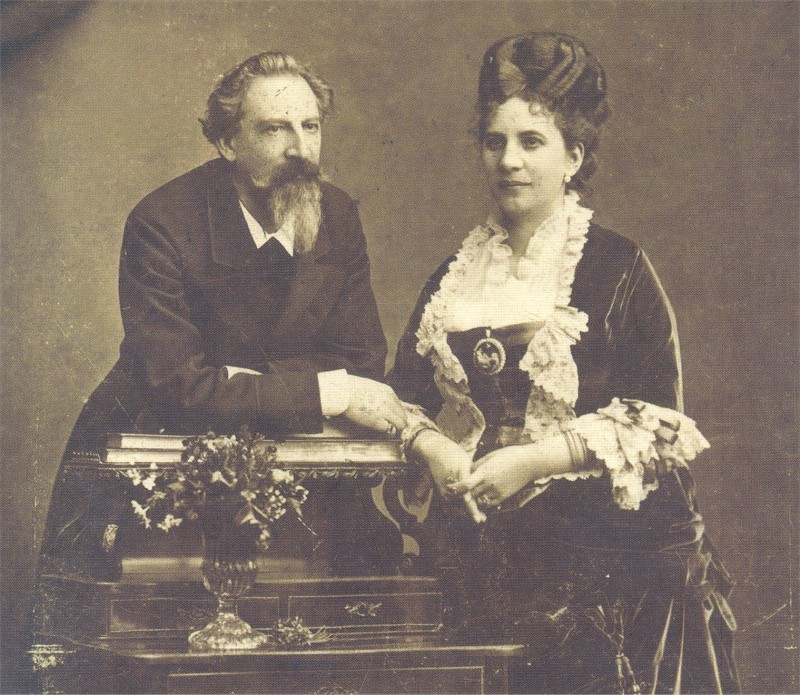
Ferdinand și cea de-a doua soție, Elisa Hensler

Fernando al II-lea s-a căsătorit cu Maria a II-a, regină a Portugaliei, fiica regelui Dom Pedro al IV-lea (și, de asemenea, împăratul Dom Pedro I al Braziliei). Mai târziu, după decesul Mariei, el s-a căsătorit la Lisabona, la 10 iunie 1869, cu actrița Elisa Hensler (1836-1929), numită Gräfin von Edla, cu care nu a avut copii.
Ferdinand și Maria au avut 11 copii:
- Pedro al V-lea al Portugaliei (16 septembrie 1837 - 11 noiembrie 1861); a succedat mamei sale ca Pedro al V-lea, rege al Portugaliei.
- Luís I al Portugaliei (31 octombrie 1838 - 19 octombrie 1889); i-a succedat fratelui său ca rege al Portugaliei.
- Infanta Maria (4 octombrie 1840 - 4 octombrie 1840)
- Infantele João (16 martie 1842 - 27 decembrie 1861); a fost Duce de Beja; a murit de holeră în 1861.
- Infanta Maria Ana (21 august 1843 - 5 februarie 1884); căsătorită cu regele George de Saxonia, mama regelui Frederick Augustus al III-lea al Saxoniei și bunica lui Carol I al Austriei, ultimul împărat al Austriei.
- Infanta Antónia (17 februarie 1845 - 27 decembrie 1913); căsătorită cu Prințul Leopold de Hohenzollern-Sigmaringen și mama regelui Ferdinand I al României.
- Infantele Fernando (23 iulie 1846  - 6 noiembrie 1861); a murit de holeră în 1861.
- Infantele Augusto (4 noiembrie 1847 - 26 septembrie 1889); a fost Duce Coimbra
- Infante Leopoldo (7 mai 1849 - 7 mai 1849)
- Infanta Maria da Glória (3 februarie 1851 - 3 februarie 1851)
- Infantele Eugénio (15 noiembrie 1853 - 15 noiembrie 1853)

Prin fiul său Luís a fost bunicul regelui Carlos I al Portugaliei și străbunicul regelui Manuel al II-lea al Portugaliei.

Prin fiica sa Maria Ana a fost bunicul regelui Frederick Augustus al III-lea al Saxoniei și străbunicul regelui Carol I al Austriei, ultimul împărat al Austriei.

Prin fiica sa Antónia a fost bunicul regelui Ferdinand I al României, străbunicul regelui Carol al II-lea al României și stră-străbunicul regelui Mihai al României.